# Ingeae
Ingeae és una tribu de la subfamília mimosoideae la qual està dins de la família de les fabàcies.
Inclou els següents gèneres:
- Abarema
- Albizia
- Archidendron
- Archidendropsis
- Balizia
- Blanchetiodendron
- Calliandra
- Cathormion
- Cedrelinga
- Chloroleucon
- Cojoba
- Ebenopsis
- Enterolobium
- Falcataria
- Guinetia
- Havardia
- Hesperalbizia
- Hydrochorea
- Inga
- Leucochloron
- Lysiloma
- Macrosamanea
- Painteria
- Pararchidendron
- Paraserianthes
- Pithecellobium
- Pseudosamanea
- Samanea
- Serianthes
- Sphinga
- Thailentadopsis
- Viguieranthus
- Wallaceodendron
- Zapoteca
- Zygia